# Język dusun witu
Język dusun witu – język austronezyjski używany w prowincji Borneo Środkowe w Indonezji, przez grupę ludności w pobliżu miejscowości Pendang i Buntokecil (kabupaten Barito Selatan). Według danych z 2003 roku posługuje się nim 5 tys. osób.
Jego bliskim krewnym jest język malgaski z Madagaskaru. Związek między językami południowo-wschodniego Borneo a językiem Madagaskaru wykazał Otto Christian Dahl.
Zagrożony wymarciem. Odnotowano, że w użyciu jest także język bakumpai.
Jest zapisywany alfabetem łacińskim.